# Jan Vaerten
Jan Vaerten (Turnhout, 5 augustus 1909 – Beerse, 23 december 1980) was een Belgisch kunstenaar.
Na het vroegtijdig verlaten van de school, dit als gevolg van zijn revolutionair karakter, komt hij bij zijn oom terecht in de verf- en drogisterijwinkel. Leest en studeert veel en komt vroeg met de harde waarheid van het leven in aanraking. Buiten enkele avondlessen in beeldhouwen aan de academie te Turnhout -klas van Victor Avonds- en enkele zondagslessen te Schilde bij Albert Van Dyck, is hij autodidact. De kunst wordt een levensdoel, een levenshouding.
Hij huwt met Coleta Gevers in 1942 (overleden in 1973). Hij vestigt zich te Beerse. Hij heeft drie kinderen, Maike, Frank en Dirk. Hij verlaat de verfwinkel. In 1951 wordt hij benoemd tot professor tekenen aan het Nationaal Hoger Instituut voor Schone Kunsten te Antwerpen. Dit stelt hem in staat zich in zijn kunst gans vrij uit te leven.
Hij is medestichter van het culturele centrum "Het Atelier" te Deurne bij Antwerpen. Dit centrum genoot een internationale faam, dankzij de merkwaardige tentoonstellingen, concerten, dansavonden en voordrachten. Het was een plaats waar vele kunstenaars elkaar ontmoetten, wat soms tot heftige, maar vruchbare gedachtewisselingen aanleiding gaf.
Hij ontwierp decors en kostuums voor KNS en KVO te Antwerpen. Van zijn hand zijn ook twee glasramen en het grote wandtapijt in het gemeentehuis te Deurne.
Zijn werken zijn in het bezit van binnen- en buitenlandse musea en van talrijke particuliere verzamelaars. Pas in 1947 heeft hij een eerste grote tentoonstelling in het Paleis voor Schone Kunsten te Brussel, daarna volgen nog individuele tentoonstellingen te Antwerpen, Hasselt, Keulen, Den Haag, Bad Godesberg, La Louvière, Geel, Turnhout. 
Groepstentoonstellingen op diverse plaatsen in België en te Amsterdam, Den Haag, Menton, Nijmegen, Genua, Venetië, Florence, Lugano, Buenos Aires, Paderborn, Siegen enz. In 1948 en 1952 was hij vertegenwoordigd op de Biënnale van Venetië en de Biënnale van São Paulo.
De evolutie van Vaerten als kunstenaar is niet gemakkelijk geweest. 
"Ik ben geleidelijk geëvolueerd - zo zegt hij zelf - naar een eigen vorm en kleurenwereld. Een wereld die teken is geworden. Dit teken,een zijnsverklaring van levenshouding tegenover alles wat me omringt. Ik zie mijn werk als de afstraling van mijn eigen leven, als een zelfportret. Het menselijk tekort als middenpunt."
Van dit menselijk tekort is hij zich altijd pijnlijk bewust geweest. Hij verwoordt dit gevoel op een treffende wijze.
"Elk zelfportret is dieper in zichzelf schouwen, iets losmaken van zijn menselijk tekort. Zo zal een zelfportret nooit op mij, maar ik zal op mijn zelfportret lijken."
Het is de sleutel tot zovele van zijn latere werken. Zo is hij gekomen tot wat hij noemt zijn autofiguratie.
Reeds in 1950 schreef Jan Walravens over het werk van Jan Vaerten:
"Voor het nageslacht zal zijn werk niet alleen bewaard blijven als een beeld van een uitzonderlijk artistiek streven en kunnen, maar ook als de spiegel van de angsten, de vragen en de vervoeringen die de mens uit de 20e eeuw beroerd hebben."
In 1988 werd in Beerse een museum met werken van Jan Vaerten geopend.